# Teufenthal
Teufenthal es una comuna suiza del cantón de Argovia, situada en el distrito de Kulm. Limita al oeste y norte con la comuna de Gränichen, al noreste con Seon, al sureste con Dürrenäsch, y al suroeste con Unterkulm.